# فيروز رشام
فيروز رشام، باللاتينية Fairouz Recham، كاتبة، روائية، وباحثة أكاديمية من الجزائر. تشغل منصب أستاذة التعليم العالي في كلية الآداب واللغات جامعة البويرة بالجزائر. خريجة جامعة تيزي وزو وبعدها جامعة الجزائر. حاصلة على شهادة دكتوراه العلوم في تخصص قضايا الأدب والدراسات النقدية والمقارنة، ،. لديها العديد من الكتب والمقالات المنشورة، وأشهر أعمالها رواية "تشرفتُ برحيلك".

##### الكتب المنشورة[1]،[7]،[2]
- تاريخ النساء الذي لم يُكتب بعد: دراسة حول الكتابة والجندر في الثقافة العربية، (دار فضاءات، الأردن)، 2021.
- تشرفتُ برحيلك (رواية)، (دار فضاءات، الأردن)، 2017.
- شعرية الأجناس الأدبية في الأدب العربي: دراسة أجناسية لأدب نزار قباني، (دار فضاءات، الأردن)، 2016.

###### اهتماماتها في الكتابة
تجمع فيروز رشام بين الكتابة الأكاديمية والإبداعية وهي من الكاتبات المهتمات بقضايا المرأة والفكر والثقافة ممن لديهن رؤية عميقة في الطرح، فقد أصدرت في 2017 رواية بعنوان "تشرفتُ برحيلك" تدور حول معاناة النساء خلال العشرية السوداء والتحولات المجتمعية الخطيرة التي حلت بالجزائر في تلك الفترة، وهي الرواية التي لقيت ترحيبا نقديا واسعا واعتبرت من أفضل ما كتب عن هذا الموضوع. وفي 2021 أصدرت كتابا بعنوان "تاريخ النساء الذي لم يُكتب بعد: دراسة حول الكتابة والجندر في الثقافة العربية"، ومضمون هذا الإصدار عبارة عن دراسة أكاديمية تندرج ضمن الدراسات الثقافية وبالتحديد الدراسات النسوية وهي تعالج الأسباب التي حالت دون تقدم النساء في مجال الكتابة والفكر منذ قرون لاعتبارات أملتها الثقافة السائدة، ويعد هذا الكتاب من أهم البحوث المنجزة في مجال دراسات المرأة.

## أسلوبها
فيروز رشام من الجيل الجديد للكتاب في الجزائر، وهي باحثة وروائية تحظى كتبها بالاهتمام في الوسط الأكاديمي والأدبي، تتسم كتاباتها بالنضج والعمق إضافة إلى التميّز في الطرح والأسلوب. فروايتها "تشرفتُ برحيلك" مكتوبة بلغة سلسة وبسيطة وأسلوب يمتزج فيه السرد الروائي بالحوار المسرحي وبعض تقنيات التصوير السينمائي وهو مزيج مركب بإبداع. وحتى كتابها "تاريخ النساء الذي لم يكتب بعد" مكتوب بلغة بسيطة ومركزة، ولغة سلسة وممتعة قلما نصادفها في الدراسات الأكاديمية.

## أهم إصداراتها تشرفتُ برحيلك (رواية)
تعد رواية "تشرفتُ برحيلك" أشهر أعمال فيروز رشام، صدرت في بداية عام 2017 عن دار فضاءات بالأردن،  تقع في 244 صفحة، وهي أول رواية للكاتبة، وقد تناولت فيها فترة "العشرية السوداء" في الجزائر والتي تمثل سنوات التسعينات من القرن العشرين، حيث عالجت من خلالها المخلفات النفسية والاجتماعية التي تسببت فيها ظاهرة التطرف على المجتمع الجزائري وكذا العنف الأسري ومعاناة المرأة، ، ، ، وقد لقيت الرواية صدى طيبا في الأوساط النقدية، وكانت جريئة ومفعمة بالمواقف والعواطف الإنسانية في نقلها لمعاناة المرأة في تلك الفترة العصيبة. "تشرفتُ برحيلك" تجربة أولى بخطوة كبيرة، رواية ناضجة، جريئة، ومختلفة، تقرأها كأنما تشاهدها فيلما، وتتفاعل معها كأنما عشتها فعلا، إنها رواية الترقب والتوتر، ورواية الدهشة والاكتشاف، ومع أنه أول إصدار روائي للكاتبة إلا أنه نص مميز وقوي فنيا ومضمونا.

## نشاطات أخرى
- عضو لجنة تحكيم جائزة يمينة مشاكرة للرواية النسائية، 2019[14]
- من بين الكاتبات العربيات اللواتي شملهن الكتاب الصادر بالايطالية عن دار Eléuthera بعنوان La nostra rivoluzione: voci di donne arabe، (ثورتنا: أصوات نساء عربيات)، 2017[15]، [16]
- عضو في الجمعية الجزائرية للدراسات الفلسفية ورئيسة فرعها بولاية البويرة[4]